# Giovanni Rucellai
Giovanni Rucellai, auch Giovanni di Bernardo oder Giovanni II. Rucellai (* 20. Oktober 1475 in Florenz; † 3. April 1525 in Rom) war ein italienischer Dichter.

## Leben
Giovanni Rucellai war der Enkel des gleichnamigen Bankiers und Kunstmäzens Giovanni Rucellai (Giovanni di Paolo) und Sohn von Bernardo Rucellai. Als Verwandter der Medici wurde er in deren Verbannung eingeschlossen und lebte hierauf in Rom, wo er auch die meisten seiner Werke schrieb. Mit den Medici kehrte er 1512 nach Florenz zurück und erhielt mehrere ehrenvolle Ämter, denen er jedoch nach der Erhebung seines Vetters Leo X. auf den päpstlichen Stuhl entsagte, um in den geistlichen Stand zu treten. Leo stellte ihn an seinem Hof an und schickte ihn später als Nuntius zu Franz I. Leos Tod (1521) nahm ihm die Hoffnung auf den Kardinalshut; doch wurde er unter Clemens VII. Gouverneur der Engelsburg, und in dieser Stellung starb er 1525.
Seine Tragödie Rosmunda (Siena 1525) ist neben der Sofonisba Trissinos die älteste regelmäßige italienische Tragödie und zeichnet sich durch kunstvollen Bau aus. Sein Oreste dagegen ist wenig mehr als eine verwässerte Nachahmung der Iphigenia des Euripides. Sein Ruhm als Dichter beruht vorzugsweise auf seinem Lehrgedicht Le api (zuerst o. O. 1539, Venedig 1539 u. öfter, am besten Padua 1718, Mailand 1826), einer freien Nachbildung und Erweiterung des 4. Buches der Georgica Vergils und einem der besten Gedichte seiner Art in der italienischen Literatur. Ruccellais sämtliche Werke erschienen in Padua 1772.
Dieser Artikel basiert auf einem gemeinfreien Text aus Meyers Konversations-Lexikon, 4. Auflage von 1888 bis 1890.
| Personendaten    | Personendaten         |
| ---------------- | --------------------- |
| NAME             | Rucellai, Giovanni    |
| KURZBESCHREIBUNG | italienischer Dichter |
| GEBURTSDATUM     | 20. Oktober 1475      |
| GEBURTSORT       | Florenz               |
| STERBEDATUM      | 3. April 1525         |
| STERBEORT        | Rom                   |